# Brad Steiger
Brad Steiger (n. 19 februarie 1936, Fort Dodge⁠(d), Iowa, SUA – d. 6 mai 2018, Mason City⁠(d), Iowa, SUA) a fost un autor american de lucrări de ficțiune și de non-ficțiune despre paranormal, spiritualitate, OZN-uri, crime reale și biografii.

## Biografie
Steiger s-a născut ca Eugene E. Olson la 19 februarie 1936 la Spitalul Luteran din Fort Dodge, Iowa în timpul unui viscol. A crescut la o fermă din Bode, Iowa.
El a fost luteran până la vârsta de unsprezece ani, atunci când o experiență aproape de moarte i-a schimbat convingerile sale religioase. Părinții săi l-au încurajat să devină profesor. A absolvit Colegiul Luteran din Iowa în 1957 și Universitatea din Iowa în 1963. A predat limba engleză la liceu  înainte de a preda literatura și scrierea creativă la fostul său colegiu în perioada 1963 - 1967.
Steiger pretinde că a scris prima sa carte la vârsta de șapte ani. Prima sa carte,  Ghosts, Ghouls and Other Peculiar People, a fost publicată în 1965. El a devenit scriitor profesionist în 1967. Este autorul/co-autorul a cca. 170 de cărți, care s-au vândut în cca. 17 milioane de exemplare. De asemenea, a scris biografiile unor actori ca Greta Garbo, Judy Garland sau Rudolph Valentino, aceasta din urmă fiind adaptată într-un film în 1977. Alături de soția sa, Sherry Hansen Steiger, a scris  Four-legged Miracles: Heartwarming Tales of Lost Dogs' Journeys Home (cu sensul de Miracole cu patru picioare: Povestiri emoționante ale unor câini pierduți care s-au întors acasă).
Steiger a apărut în emisiuni radiofonice ale Coast to Coast AM sau în cadrul Jeff Rense Program.

## Căsătorie și familie
Din 1987, Steiger este căsătorit cu Sherry Hansen Steiger, autor și predicator. Au cinci copii și nouă nepoți.

## Premii
- 1974: San Francisco, Genie, pentru Scriitorul metafizic al Anului (Metaphysical Writer of the Year)
- 1977: Philadelphia, Dani, pentru Servicii pentru Umanitate (Services to Humanity)
- 1987: Adăugat în Hypnosis Hall of Fame
- 1996: Minneapolis, premiul pentru munca de o viață (Lifetime Achievement Award) în cadrul conferinței naționale privind OZN-urile și  fenomene inexplicabile (National UFO and Unexplained Phenomena Conference)

## Lucrări publicate
1. — (1965). Monsters, Maidens, and Mayhem: A Pictorial History of Hollywood Film Monsters.
2. — (1965). Bizarre Beauties: History’s Most Fatal Females.
3. — (1965). Sensual Secret Agents.
4. — (1965). Ghosts, Ghouls, and Other Peculiar People.
5. — (1966). Garbo.
6. — (1966). Strange Guests.
7. — (1966). The Unknown.
8. — (1966). Strangers from the Skies.
9. Steiger, Brad, ed. (1966). „The Flying Saucer Menace”.
10. — (1966). World of the Weird.
11. — (1966). ESP: Your Sixth Sense.
12. — (1966). Valentino.
13. — (1967). Flying Saucers Are Hostile.
14. — (1967). The Mass Murderer.
15. — (1967). The Enigma of Reincarnation.
16. — (1967). Strange Men and Women.
17. — (1967). Beyond Unseen Boundaries.
18. — (1967). Treasure Hunting.
19. — (1967). Strange Powers of Prophecy.
20. — (1968). Real Ghosts, Restless Spirits, and Haunted Minds.
21. Steiger, Brad, ed. (1968). Pendragon: A Clairvoyant’s Power of Prophecy.
22. Steiger, Brad, ed. (1968). The Occult World of John Pendragon.
23. — (1968). Voices from Beyond.
24. — (1968). The Allende Letters: New UFO Breakthrough.
25. — (1968). „The Allende Letters”.
26. — (1968). In My Soul I Am Free.
27. — (1968). Strange Powers of Healing.
28. — (1968). Sex and the Supernatural.
29. — (1968). The Mind Travelers.
30. — (1969). Cupid and the Stars.
31. — (1969). The Tarot.
32. — (1969). Sex and Satanism.
33. — (1969). Judy Garland.
34. — (1969). How To Use ESP.
35. — (1969). The Weird, the Wild, and the Wicked.
36. — (1969). Other Lives.
37. — (1969). The Abominable Snowman.
38. — (1969). Strange Powers of ESP.
39. — (1969). Weird Unsolved Mysteries.
40. — (1969). Flying Saucer Invasion: Target Earth.
41. — (1969). The Underpeople.
42. — (1970). The Johnny Cash Story.
43. — (1970). What the Seers Predict in 1971.
44. — (1970). Handwriting Analysis.
45. — (1970). Know the Future Today: The Amazing Prophecies of Irene Hughes.
46. — (1970). The Country Music Scrapbook.
47. — (1970). Chaw Mank’s Psychic Diary of the Stars With Jeanyne Bezoier.
48. — (1971). Aquarian Revelations.
49. — (1971). What the Seers Predict for 1972.
50. — (1971). Minds Through Space and Time.
51. — (1971). Haunted Lovers / Otherworldly Affairs: Haunted Lovers, Phantom Spouses, and Sexual Molesters from the Shadow World).
52. Steiger, Brad, ed. (1971). Secrets of Kahuna Magic.
53. — (1971). Satan’s Assassins.
54. — (1971). The Psychic Feats of Olof Jonsson.
55. — (1972). Strange Encounters with Ghosts.
56. — (1972). America’s Leading Clairvoyants Reveal Their Predictions for 1973.
57. — (1972). Strange Disappearances.
58. — (1972). Irene Hughes on Psychic Safari.
59. — (1973). Revelation: The Divine Fire.
60. — (1973). The Devil Is Alive and Well and Living in America Today.
61. — (1973). Possession.
62. — (1973). Atlantis Rising.
63. — (1974). The Occult in the Orient.
64. — (1974). Psychic Travel.
65. — (1974). Mysteries of Time and Space.
66. — (1974). Medicine Power: The American Indian’s Revival of His Spiritual Heritage and Its Relevance for Modern Man.
67. — (1975). Medicine Talk: A Guide to Walking in Balance and Surviving on the Earth Mother.
68. — (1975). Words from the Source.
69. Steiger, Brad, ed. (1975). Other Worlds, Other Universes: Playing the Reality Game.
70. — (1975). The Strange World of Brad Steiger.
71. Steiger, Brad, ed. (1975). A Roadmap of  Time.
72. — (1976). UFO Missionaries Extraordinary.
73. — (1976). Psychic City Chicago: Doorway to Another Dimension.
74. — (1976). Gods of Aquarius: UFOs and the Transformation of Man.
75. Steiger, Brad, ed. (1976). Project Bluebook.
76. — (1978). Alien Meetings.
77. — (1978). You Will Live Again.
78. — (1978). Worlds Before Our Own.
79. — (1979). The Hypnotist.
80. — (1979). Life Without Pain.
81. — (1979). Encounters of the Angelic Kind.
82. — (1980). The Chindi.
83. — (1981). The Star People.
84. — (1981). Unknown Powers.
85. — (1982). True Ghost Stories.
86. — (1982). The World Beyond Death.
87. — (1982). Astral Projection.
88. — (1982). Monsters Among Us.
89. — (1983). The Seed.
90. — (1983). Discover Your Own Past Lives.
91. — (1984). Thorpe’s Gold: An American Tragedy and Triumph.
92. — (1984). Brad Steiger Predicts the Future.
93. — (1985). The Love Force.
94. — (1986). American Indian Magic, Sacred Pow-Wows, and Hopi Prophecies.
95. — (1986). Stella: One Woman’s Victory Over Cancer.
96. — (1986). Demon Lovers.
97. — (1988). The Healing Power of Love.
98. — (1988). The Fellowship: Spiritual Contact Between Humans and Outer Space Beings.
99. — (1988). The UFO Abductors.
100. — (1989). Exploring the Power Within.
101. — (1989). Overlords of Atlantis and the Great Pyramids.
102. — (1990). The Philadelphia Experiment and Other UFO Conspiracies.
103. — (1990). Ghosts Among Us.
104. — (1990). Hollywood and the Supernatural.
105. — (1991). The Promise.
106. — (1991). Demon Deaths.
107. — (1991). Indian Wisdom and Its Guiding Power.
108. — (1991). Beyond Belief.
109. — (1991). Mystical Legends of the Shamans.
110. — (1992). Montezuma’s Serpent and Other True Supernatural Tales of the Southwest.
111. — (1992). Bizarre Crime.
112. — (1992). Undying Love.
113. — (1992). The Other.
114. — (1992). The Teaching Power of Dreams.
115. — (1992). Starborn.
116. — (1992). Strange Powers of Pets.
117. — (1993). Super Scientists of Ancient Atlantis and Other Unknown Worlds.
118. — (1993). American Indian Dreambook.
119. — (1994). Amazing Moms.
120. — (1994). Cats Incredible!.
121. — (1994). The Rainbow Conspiracy / UFOs Are Here!.
122. — (1994). One with the Light: Authentic Near-Death Experiences that Changed Lives and Revealed the Beyond.
123. — (1994). More Strange Powers of Pets.
124. — (1995). Angels Over Their Shoulders: Children’s Encounters with Heavenly Beings.
125. — (1995). Guardian Angels and Spirit Guides: True Accounts of Benevolent Beings from the Other Side.
126. — (1995). Angels of Love: True Stories of Matches Made in Heaven.
127. — (1995). The Awful Thing in the Attic / Things that Go Bump in the Night and Other Shriekingly True Tales of Terror.
128. — (1995). Man and Dog.
129. — (1995). Children of the Light.
130. — (1995). Mysteries of Animal Intelligence.
131. — (1995). Other Worlds, Other Lives.
132. — (1996). Returning from the Light: How Awareness of Past Lives Can Illumine the Present and Change the Future.
133. — (1996). Mother Mary Speaks to Us.
134. — (1996). Angels Around the World.
135. — (1997). The Wisdom Teachings of Archangel Michael.
136. — (1997). Totems: The Transformative Power of Your Personal Animal Totem.
137. — (1997). Inside Heaven’s Gate.
138. — (1998). He Walks with Me: True Encounters with Jesus.
139. — (1998). Alien Rapture.
140. — (1999). The Source.
141. — (1999). UFO Odyssey.
142. — (1999). Touched by Heaven’s Light.
143. — (1999). Animal Miracles.
144. — (1999). The Werewolf Book: The Encyclopedia of Shape-Shifting Beings.
145. — (2000). Shadow World.
146. — (2001). Out of the Dark: A Complete Guide to Beings from Beyond.
147. — (2001). Our Shared World of the Supernatural.
148. — (2001). Love Is a Miracle.
149. — (2001). Christmas Miracles.
150. — (2001). Dog Miracles.
151. — (2002). Miracles of a Mother’s Love.
152. — (2003). Baby Miracles.
153. — (2003). The Gale Encyclopedia of the Unusual and the Unexplained.
154. — (2003). Cat Miracles.
155. — (2003). Real Ghosts, Restless Spirits, and Haunted Places.
156. — (2004). Horse Miracles.
157. — (2004). Miracles of Healing.
158. — (2005). Pet Miracles.
159. — (2006). Conspiracies and Secret Societies: The Complete Dossier.
160. — (2008). Puppy Miracles.
161. — (2008). Angel Miracles.
162. — (2009). Real Angels: Guiding Spirits, Benevolent Beings, and Heavenly Hosts.
163. — (2009). Real Vampires, Night Stalkers, and Creatures from the Darkside.
164. — (2009). Santa Miracles: 50 True Stories that Celebrate the Most Magical Time of the Year.
165. — (2010). Real Zombies, The Living Dead, and Creatures of the Apocalypse.
166. — (2010). Forthcoming September 2010: Real Monsters, Creepy Creatures, and Nightmarish Beings.
167. — (2011). Real Aliens, Space Beings, and Creatures from Other Worlds.
168. — (2011). The Werewolf Book: The Encyclopedia of Shape-Shifting Beings.
169. — (2012). Conspiracies and Secret Societies: The Complete Dossier.
170. — (2012). Atlantis Rising.
171. — (2012). Real Ghosts, Restless Spirits, and Haunted Places.
172. — (2013). Four-Legged Miracles: Heartwarming Tales of Lost Dogs' Journeys Home.
173. — (2013). The Awful Thing in the Attic.
174. — (2013). Monsters Among Us.
175. — (2013). Real Encounters, Different Dimensions and Otherworldly Beings.